# Transavia PL-12 Airtruk
Transavia PL-12 Airtruk är ett australiensiskt biplan gjort i metal med längre övervingar, dragande propeller, dubbel stjärtbom med separata höjdroder och fast landställ med noshjul. Det är i grunden ett besprutningsplan och utvecklades från det liknande monoplanet Bennett Airtruck som utvecklades i Nya Zeeland.
Planet är sannolikt mest känt från filmen Mad Max bortom Thunderdome där ett exemplar går under namnet "The Flying Jalopy". Det såldes främst under 1970-talet och det finns ett par exemplar i Danmark.